# Taira Honda
Taira Honda (* 2. Juni 1932 in der Präfektur Fukui; † 15. Mai 1975 in der Präfektur Osaka) war ein japanischer Mathematiker, der sich mit Zahlentheorie und arithmetischer algebraischer Geometrie beschäftigte.

## Leben
Honda studierte ab 1951 an der Universität Tokio insbesondere bei Tsuneo Tamagawa. 1955 legte er sein Diplom ab. 1961 wurde er Professor an der Universität Osaka und 1974 an der Städtischen Universität Osaka. 1975 beging er aus unbekannten Gründen Suizid.
Seine erste Arbeit behandelte die Theorie der Kreisteilungskörper vom Standpunkt der algebraischen Geometrie als Theorie rationaler Punkte auf abelschen Varietäten über algebraischen Zahlkörpern.  Er setzte die Untersuchungen in seiner 1968 erschienenen Dissertation fort, in der er abelsche Varietäten über endlichen Körpern bis auf Isogenie klassifizierte und auf Arbeiten von John T. Tate aufbaute (Honda-Tate-Theorie und Honda-Tate-Abbildung). Weitere Arbeiten betrafen die Theorie formaler kommutativer Gruppen in der Zahlentheorie (zum Beispiel Beziehungen zu Zetafunktionen) und Resultate zu Klassenzahlen algebraischer Zahlkörper.